# Eliurus antsingy
Eliurus antsingy là một loài động vật có vú trong họ Nesomyidae, bộ Gặm nhấm. Loài này được Carleton, Goodman, & Rakotondravony mô tả năm 2001.